# 岩手信猶
岩手 信猶（いわて のぶなお、？ - 享保17年閏5月2日（1732年6月23日））は、江戸幕府の旗本。通称は藤左衛門、千五郎。

## 略歴
元は紀州藩士岩手九左衛門信安（のぶやす）の子で、岩手信上（のぶたか）の養子となって、元禄16年（1703年）11月27日に岩手家を継ぐ。宝永元年（1704年）、将軍・徳川綱吉との初の御目見えを果たす。
小普請であったが、享保7年（1722年）6月27日に代官に任じられ、武蔵野新田の支配を承り、相模国の酒匂川の普請事業などに携わる。享保11年（1726年）8月晦日、支配地の農民が御禁制であった鉄砲を撃った咎で謹慎を命じられるが、10月晦日に許される。
享保17年閏5月2日、逝去。法名は日忠。信猶の妻女は元は細井助九郎の娘で、信上の養女となって信猶に嫁ぐ。

## 関東支配代官
信猶が享保7年6月27日に関東支配の代官に任じられた際、町奉行の配下に属することになった。通常は代官は勘定奉行の配下となるが、当時町奉行であった大岡越前守忠相と中山出雲守時春の2名が、同年7月に関東の農政を掌る関東地方御用掛に任命されたため、その配下として働くべく5万石支配を命じられたのである。同年7月13日には、荻原乗秀も関東筋新規御代官を拝命して5万石支配を命じられ役料300俵を与えられた際に、信猶も役料300俵を与えられる。
享保7年7月28日に、武蔵野新田支配を開始。享保12年（1727年）9月に、代官配下の元締手代を務めていた野村時右衛門と小林平六が新田開発方役人に任命され武蔵野新田の経営を行うが、享保14年12月に年貢の滞納や多額の引負金を理由に罷免・追放される。小林と野村の追放後、2人が支配していた新田場は信猶と荻原が支配を担当することとなり、現地の百姓たちから反発された年貢増徴政策を修正するが、新田場経営はなかなか安定せず、年貢の未進・遅滞が続いた。
相模国小田原藩にある酒匂川は、信猶と同じ大岡支配下の役人である田中喜古と蓑正高によって普請工事が成された後、享保12年から川の西岸は信猶の支配地とされた。しかし、西岸に比べ小田原藩領である東岸は治水が不十分で後に堤防が決壊したため、沿岸の村民たちは幕府代官支配へと替えてくれと訴願する。享保17年4月に要求が通り、両岸ともに信猶の支配地となった。
信猶は享保17年5月に、在任中に死亡。死後、信猶が担当していた酒匂川両岸地域は、荻原乗秀の預かりを経て蓑正高の支配となった。